# Армянские сёстры непорочного зачатия
Конгрегация армянских сестёр непорочного зачатия  (арм. Անարատ հղության հայ քույրերի միաբանություն, лат. Sororum Armeniorum Immaculatae Conceptionis, SAIC) — католическая женская монашеская конгрегация.

## История
Конгрегация была основана 5 июня 1847 года в Стамбуле. Впервые идея создания монашеской конгрегации возникла в 1843 году. Инициатором основания этой конгрегации стал архиепископ Андон Хассунян, который позже стал первым кардиналом армянского происхождения. В 1900 году орден имел около 30 школ по всему Ближнему Востоку. Во время Армянского геноцида 1915 года многие монастыри были разграблены, монахини убиты или обесчещены. 

## В настоящее время
В США под патронажем ордена находятся школы в Филадельфии, Пенсильвании, Бостоне и Лос-Анджелесе.

## Источник
- Annuario Pontificio, Libreria Editrice Vaticana, Città del Vaticano, 2003, стр. 1463, ISBN 88-209-7422-3